# Дългоопашата риба
Дългоопашатите риби (Coryphaenoides rupestris) са вид животни от семейство Дългоопашати риби (Macrouridae).
Те са критично застрашен вид.
Таксонът е описан за пръв път от Йохан Ернст Гунерус през 1765 година.